# Aconitum legendrei
Aconitum legendrei är en ranunkelväxtart som beskrevs av Hand.-mazz.. Aconitum legendrei ingår i släktet stormhattar, och familjen ranunkelväxter. Inga underarter finns listade i Catalogue of Life.